# АЕС Сяньнін
Атомна електростанція Сяньнін  (спрощ.: 咸宁核电站) також відома як атомна електростанція Дафан (кит.: 大畈核电站), планована атомна електростанція в місті Дафан, округ Туншань, Сяньнін, провінція Хубей, Китай. Планується розмістити принаймні чотири реактори з водою під тиском AP1000 потужністю 1250 мегават (МВт).
Станція належить Hubei Nuclear Power Company, спільному підприємству China Guangdong Nuclear Power Group (CGNPC) і Hubei Energy Group Ltd. Вартість чотирьох реакторів AP1000 оцінюється в 60 мільярдів юанів (8,8 мільярда доларів США). Роботи над ділянкою розпочато в 2010 році; перший реактор планувалося почати будувати в 2011 році і запустити в 2015 році. Хоча проект все ще значиться як «запланований», будівництво першої черги ще не розпочалося станом на 2023 рік.
Станція описується як перша атомна електростанція, яка буде побудована у внутрішніх регіонах Китаю (тобто не біля морського узбережжя). Очікується, що станція використовуватиме воду водосховища Фушуй для охолодження та різноманітних допоміжних цілей.
Чотири градирні станції, одні з найбільших у світі, матимуть діаметр основи 169 метрів і висоту 209 метрів.

## Інформація про реактори
| Блок      | Тип     | Початок будівництва | Комерційна експлуатація | Зауваження |
| --------- | ------- | ------------------- | ----------------------- | ---------- |
| Сяньнін 1 | CAP1000 |                     |                         | [ 1 ]      |
| Сяньнін 2 | CAP1000 |                     |                         |            |